# ぎんが (人工衛星)
第11号科学衛星 ぎんが（ASTRO-C） は、旧文部省宇宙科学研究所 (現在はJAXAの一部門) が打ち上げたX線天文衛星である。「はくちょう」(1979年打上げ)および「てんま」(1983年打上げ)の後継機であり、これら2機による経験を最大限に生かして設計製作された。プロジェクトは槇野文命が指揮し、搭載装置の開発・製造・観測運用は日英および日米協力で行われ、衛星本体の開発・製造はおもに日本電気が担当した。
1987年2月5日、鹿児島県内之浦町(現在は肝付町) にある鹿児島宇宙空間観測所からM-3SIIロケット3号機によって打ち上げられ「ぎんが」と命名された。この時期、世界的にX線天文衛星の稼働数が少なく、1989年12月にX線γ線天文衛星グラナート(ソ連)が打ち上げられるまで、地球周回軌道上で稼働した唯一のX線天文衛星であった。

## ミッションの概要
- 「ぎんが」はX線天体の高感度な観測を目的として開発され、３種のX線観測装置を搭載した。本体は1m ×1m ×１.5mの角柱形状をもち、４枚の太陽電池パドル(固定)を展開して最大 450 - 480Wの発電を行った[1]。
- 1987年2月5日15時30分、打ち上げに成功し略円軌道に投入された。
- 衛星本体の軌道上チェックがほぼ完了し、2月下旬に観測機器が起動されたちょうどその頃、超新星1987Aが発見されたため、急ぎその観測体勢に入り、機器の較正と並行して超新星の観測が行われた[4][5]。較正は3月に終了した。
- 衛星側面に搭載された主観測装置を正確に目標天体に指向させるため、日本の科学衛星として初めて三軸制御を導入した[1]。Z軸(衛星の対称軸) 周りに回転する直径30 cmの慣性ホイールを搭載し、それを毎分3000 - 4200回転させることで姿勢を安定させた(バイアスモーメンタム方式)。ホイールの加速・減速でZ軸周りの衛星本体の方位角を制御し、Z軸の指向方向の制御は磁気トルカで行われた。
- 観測データは、容量4MBの磁気バブルデータレコーダ [注 1]に記録され、その内容は、衛星が1日に5回、鹿児島県内之浦の上空を通過するさい、周波数2.28 GHzのSバンド波により約10分間かけ、鹿児島宇宙空間観測所へと伝送された。
- 1991年11月1日、大気圏に突入して消滅したが、その直前まで全ての観測機器は正常に機能し、データ取得を続けた[5]。
- 後述のように、本格的な国際協力（日英および日米）にもとづくことと、プロポーザール制を導入したことが、特筆される。

## 観測装置

### 大面積計数管 (LAC)
「ぎんが」の主観測装置である大面積計数管 (LAC; Large Area Counter) は、X線天体を高感度で観測することを目的に、日英協力で開発された。日本側の参加機関は、宇宙科学研究所、名古屋大学、大阪大学、東京大学、理化学研究所、京都大学、明星電気など、英国側はレスター大学およびラザフォード・アップルトン研究所である。検出器は多層多芯比例計数管で、アルゴン75%、キセノン20%、二酸化炭素5%の混合ガスを1.85気圧 (@0℃) で詰めて用いた。先代の「てんま」衛星では、エネルギー分解能に優れた蛍光比例計数管を用いたが、ぎんがでは感度を得るために、エネルギー分解能は(5.9 keVで20%)は我慢し、大型化の容易な比例計数管を用いたのである。この検出器を8台、衛星の側面の１つ(写真で左側)に並べて搭載し、最大級である4,000cm2の有効面積を実現した。視野は0.8°×1.7°で、視野内の撮像を行う能力は無く、視野内にあるすべてのX線源の総和信号を検出する。標準のエネルギー範囲は2 - 37 keVだが、芯線への印加電圧を下げることで70 keVまで対応可能であった。LACが達成したX線の検出感度は、X線反射集光望遠鏡を用いない衛星としては、世界最高レベルであった。

### 全天モニタ (ASM)
全天モニタ (ASM; All Aky Monitor) は大阪大学および大阪市立大学により開発され、全天の半分以上をカバーする広い天域で、新たなX線源の発生を監視することを目的とした。Z軸方向に伸びた1°×45°の細長い視野を持つ、2台の比例計数管を用い、検出可能なX線のエネルギー範囲は1〜20 keVである。これらはLACの背面に搭載され、LACの観測天体が地球の影に隠れるなどのタイミングで、衛星をZ軸周りにゆっくり回転させ、1日に1回程度、天空の広い範囲を走査した。X線新星が発見されると、LACで精密に観測された。

### ガンマ線バースト検出器 (GBD)
ガンマ線バースト検出器 (GBD: Gamma-ray Burst Detector) は、ガンマ線バーストに伴うX線放射を観測することを目的として、日米協力により開発・搭載された。日本側は、宇宙科学研究所、東京大学宇宙線研究所、立教大学などが、米国からはロスアラモス国立研究所が参加した。比例計数管とNaIシンチレーション計数管を併用し、1 - 500 keVのエネルギー範囲をカバーする。ともにほぼ半球に近い広視野をもち、そのどこかでガンマ線バーストが発生するとそれを自動検出し、それから一定期間、データを高い時間分解能で取得し、衛星機上に蓄積した。ただしX線の到来方向は特定できない。

## 日英協力
主検出装置LACにおける日英協力は、小田稔およびレスター大学のパウンズ(Ken Pounds)教授の合意により開始された。これは日本側が頻繁に衛星を打ち上げる機会をもつこと、英国側が大型検出器のインハウス製作技術をもつこと、費用やマンパワーが２国で分担できること、両者の協力で衛星データが国際社会により多く貢献すること、などの見通しにもとづく。日本側は田中靖郎を代表者として、1982年頃から両国の研究者が交代で頻繁に相手国に滞在し、協力して装置の設計、検出器部の開発製作と初期テスト(おもに英国で)、電子回路部の開発・試験(おもに日本で)、検出器と回路をつないだ較正試験や打ち上げ前試験(日本で)などを行った。打ち上げ後も、観測実施やデータ解析、論文執筆などで緊密な協力が続けけられ、日本のX線天文学コミュニテイの国際化に貢献した。日本側では科学研究費補助金・国際学術研究「科学衛星Astro-C(ぎんが)による日英共同X線観測調査」の支援を受けた。この国際協力は、両国間で予算の移動を伴わない形で行われたこともあって、科学者の自由な発想にもとづき柔軟かつ迅速に進めることができ、大成功であったと評価される。

## プロポーザル制の導入
初代の「はくちょう」や第２代の「てんま」では、おもにプロジェクト参加者が観測を行いデータを所有したが、「ぎんが」では打ち上げ8ヶ月後から、プロポーザル(観測提案)制に移行した。すなわち１年に１回、観測提案の国際公募があり、日本、および欧米以外の諸外国からの提案は宇宙科学研究が、また欧米諸国からの提案は米国NASAが取りまとめた。提案は競争的に審査され、優れた提案には観測時間が与えられた。日本側とNASA側の時間の取り分は、事前の取り決めに従った。観測が実施されると、データは原則として１年間は提案者の占有となるが、それ以降は全世界に無条件で公開された。このため「ぎんが」のデータは国際的に広く利用されるようになり、打ち上げから20年後の2007年までに、少なくとも600篇の査読付き英文論文が公表された。内訳として、日本人著者のみの論文、日本人と外国人の共著の論文、日本人著者を含まない論文が、大まかに1/3ずつである。また1997年までの10年間に、おもに「ぎんが」のデータを用いて、少なくとも42件の博士学位が世界で誕生し、うち16件は諸外国の大学であった。内訳は、米国8、英国5、ドイツ2 、オランダ1である。

## 主な成果

### SN 1987からのX線の検出
1987年2月23日に大マゼラン雲に発生した超新星SN 1987Aは、爆発のさい発生したニュートリノの検出により、小柴昌俊博士に2002年のノーベル物理学賞をもたらした。「ぎんが」は上述のように、SN 1987Aの発生直後からそのX線検出に挑戦した。大マゼラン雲には数個の明るいX線源があり、視野内の撮像能力をもたないLACにとって、それらとの識別が技術的な課題だったが、LACの視野をゆっくりスキャンすることでその問題を乗り越え、2〜3週間ごとにSN 1987Aの観測を行なった。その結果、1987年6月頃から6〜30 keVのX線が受かり始めた。これは超新星爆発で合成された様々な放射性同位体のうち、56Coが崩壊するさい放出される0.8 MeVと1.4 MeVの核ガンマ線が、超新星の大量の放出物を抜けて来るとき、コンプトン散乱を繰り返して次第にエネルギーを失い、X線となって到来したものと解釈される。発生から約330日後に、一時的にX線が約10倍まで増光するイベントがあり、これは爆発で生じた衝撃波が何らかの濃いガスと相互作用した結果と思われる。「ぎんが」は5年近い軌道寿命を通じ、このX線が徐々に減光してゆく様子を追い続けた。

### 銀河系内天体の観測成果：(1)ブラックホール連星
1. ASMによる全天監視を通じ、複数のX線新星が発見されLACで追跡された[16]。そのうちGS 2000+25 (1988年4月に発生)[17]、GS 2023+338 (1989年5月)[18]、GS 1124ー683(1991年1月)[19]、GS 1354ー64 (1987年2月)という４天体[注 12]のX線は、発生から数日で3桁近く増光し、2ヶ月程度で減光するという共通性を示し、いずれも恒星ブラックホールが低質量伴星と連星をなした系と考えられる (こうした質量が極端にアンバランスな連星系の起源は十分に解明されていない)。伴星からのガスがブラックホール周囲の降着円盤の外周部に徐々に蓄積され、それが臨界値に達すると粘性が働きガスが一気にブラックホールへ落下してX線で急激に増光し、ガスが落ち尽くすとX線が止まると考えられる[20]。
2. ブラックホール連星として認定済みの、はくちょう座X-1やGX 339-4と同様、上記のブラックホール新星では、X線光度がエディントン限界の数パーセントより低い時はハード状態、それ以上ではソフト状態になり、さらにエディントン限界に近づくと Very High状態とよばれる状態をとるなど、３〜４種の「状態」の間を互いに遷移することがわかってきた。ソフト状態の放射は降着円盤からの柔らかい多温度黒体放射と＞10 keVに延びるハードテイルからなり、ハード状態の放射は光子指数 p〜1.7のべき関数型の連続成分に、鉄輝線や鉄の吸収エッジが重畳する[20]。
3. ハード状態のブラックホール連星では、X線が速いランダム変動を示し、その様子がLACの大面積を用いて調べられた[21]。X線強度変動のパワースペクトルは、周波数0.01〜100 Hzの範囲で、天体によらずほぼ同じ形をもつこと、低エネルギー光子から高エネルギー光子へ変動が伝搬することもわかった。これは乱れた降着流がブラックホールに近づくにつれ、より高エネルギーのX線を生み出すためと解釈される[20][22]。X線が高温電子雲により繰り返しコンプトン散乱[注 13]され、エネルギーを高める効果が効く場合もあるようだ。
4. 「てんま」で示されたように、ブラックホール連星がソフト状態にある時、エネルギー10 keV 以下のX線は降着円盤からの多温度黒体放射で理解できることが、より多くの天体で確かめられた[20]。X線新星では、X線強度が2桁ほど下がっても、その円盤の内縁半径 Rin は天体ごとにほぼ一定に保たれ、Rin が物理的意味をもつことが明らかになった[23]。ただし Rin は天体の距離に比例し、X線新星の距離は不定性が大きいため、 Rin の絶対値の議論は難しかった。
5. SN 1987Aの観測を繰り返すさい、大マゼラン雲にあるブラックホール連星 LMC X-3も同時に観測され、常にソフト状態にあった。そのX線強度は4倍ほど変動したが、Rin はほぼ一定で、大マゼラン雲の距離 (55 kpc) を用いるとRin 〜65 kmであった。光学観測からこの天体のブラックホール質量は太陽の約6倍とわかっており、そのシュヴァルツシルト半径はRs 〜18 kmである。よってRin〜3.6Rsという関係が成り立ち、「ブラックホール周りの安定円軌道は3Rsで終わる[注 14]」という一般相対論の予想が確かめられた[20][24]。

### 銀河系内天体の観測成果：(2)X線パルサーおよび弱磁場の中性子星
1. 既知のX線パルサー(強磁場の中性子星) については、「はくちょう」や「てんま」での計測を引き継いで、パルス周期の変化が追跡され、いくつかの天体では特異な挙動が観測された[25]。
2. LACの高い感度により、X1722ー36 (パルス周期414秒)、GS 1843-02 (94.9秒)、GS 1843+00 (29.5秒)[26][注 15]などの新しいX線パルサーが発見され、既知のX線源Cepheus X-4 (66.2秒)[27]やScutum X-1 (111秒）[28]からもパルスが検出された。これらのパルサーは、銀緯およそ30°の銀河面上に集中している。この方向は、銀河系の渦巻き腕のうち「5 kpc arm」と呼ばれるものを見通す接線方向にあり、そこで盛んな星形成が起きた結果と考えられる[29]。
3. 上記2.の一例を含む複数のX線パルサーから、スペクトルの10〜40 keVに、顕著な吸収構造が検出された[30]。これはパルサー の磁極で、降着物質が〜108Kの高温プラズマとなり、その中の電子がサイクロトロン共鳴を起こす結果と考えられる。「ぎんが」以前には2天体だった検出例が一挙に8天体に増えた。共鳴エネルギーから、これらパルサーが〜1012Gの強磁場をもつことが最も直接的な形で証明され[注 16]、また磁場の値が1桁以内で揃っていること、したがって年齢とともに中性子星の磁場が減衰するとする従来の定説は、見直しを要することも明らかになった[31]。
4. 質量降着する弱磁場の中性子星連星からのX線については、X線バーストの観測が継続され、また「てんま」で発見された「降着円盤放射と中性子星表面からの放射」というスペクトル分解がより強化された。LACの大面積を活かし、QPO (Quasi Periodic Oscillation)と呼ばれる準周期的な速い (数Hzから数十Hz) 振動が詳しく調べられた[32]。

### 銀河系内天体の観測成果：(3)高温プラズマ放射
1. 「てんま」で銀河面に沿って発見された、鉄輝線を伴う高温(温度およそ108K)プラズマからのX線放射が、銀河中心に向けて、急激な表面輝度の上昇を示すことが発見された[33]。これは下記2.や.3に述べるような、さまざま高温プラズマ天体の空間密度が、銀河中心に向けて急激に高まる結果と考えられる[34]。さらに銀河中心にある巨大ブラックホール (質量にして太陽の〜230万倍)は現時点では静穏だが、数世紀の時間スケールでは大きく活動性を変えている可能性があり、その活動の結果が加わっている可能性もある[33]。
2. オリオン大星雲[35]、へびつかい座ρ星雲、りゅうこつ座η星雲など、星形成や星の活動が強い領域から、空間的に広がっていると考えられる高温プラズマからの熱的X線が検出され、りょうけん座RS型連星からは、フレアに伴い強い熱的X線が検出された[36]。白色矮星連星からの熱的X線の温度は、白色矮星の質量/半径比を反映することが検証され[注 17]、アウトバースト時にはX線が大きく増光することが観測された[37]。これらの天体はいずれも、1.の銀河中心放射に寄与すると考えられる。
3. 超新星残骸の観測では、LACの大面積と中程度のエネルギー分解能 (「てんま」よりは2倍ほど悪いが)を活かし、おもに連続X線(および鉄輝線) の分光が進められた。たとえばティコ・ブラーエの超新星残骸では、2-30 keVのX線が、単一温度 (~3×107 K) の熱的プラズマ放射モデルでは再現できず、 5 keV以上で超過を示した[38]。スペクトルは多温度モデルでより良く再現できたが、これはのちに「あすか」で、いくつかの超新星残骸から、加速された電子による非熱的シンクロトロン放射が検出される伏線となった。

### 銀河系外天体の観測成果：(1) 通常銀河からのX線
1. 近傍の数例の通常銀河 (活動的な銀河核をもたない銀河) からのX線が、2-20 keVの広帯域で検出された。アンドロメダ銀河 (M31) からのX線は光度5x1039erg/s で、光度とスペクトルは、天の川銀河で見られるのと同様な数十個のX線連星 (主に弱磁場中性子星連星) からの放射の総和として説明できた (ただしLACでは画像分解はできない)[39]。この成分は、すべての銀河に基本成分として内在すると考えられる[40]。
2. 星形成活動の盛んな渦巻銀河 NGC 253および M83では、X線/可視光の光度比がM31のものの〜4倍に達しており、星形成活動に伴う高温プラズマからの熱的放射が上乗せされていると考えられる[41]。プラズマの温度は(6-7)x107 Kと高いため、プラズマは個々の星生成領域に付随するか、重力場に補足されず大域的に流出している可能性がある。
3. 「おとめ座」銀河団に属する代表的な楕円銀河 NGC 4472 および NGC 4636のX線は、渦巻銀河のものより柔らかく光度は2桁も高かった。これは温度 (1-2)x107 Kの高温ガスの熱的放射として説明でき、ガスは銀河の重力場に静水圧平衡として補足されていると考えられる[42]。これはアインシュタイン衛星の画像による成果を、スペクトルから追認する結果となった[40]。
4. 南天の渦巻銀河NGC 4945は、中心付近に活動性をもつが、横向きのため可視光の観測が難しかった。「ぎんが」により3x1042erg/s に達するX線が観測され、スペクトル中には強い鉄輝線と強く吸収された成分が見られた[43]。さらにX線強度は数時間で変動した。よって NGC 4945には強く吸収された低光度の活動銀河核(AGN)があると考えられる。「おおぐま」座のレンズ型銀河 NGC 3998からのX線も、3x1041 erg/s の光度を示し、同様に解釈された[42]。

### 銀河系外天体の観測成果：(2) セイファート銀河に関する成果
多くの銀河の中心には太陽の106〜109倍の巨大ブラックホールがあり、そこに弱い質量降着が起きると、上記 NGC 4945やNGC 3998などの低光度の活動銀河核(AGN)になる。質量降着率が上がると、中心核は広帯域の電磁放射を行う。そのようなAGNはセイファート核、またそれを擁する銀河はセイファート銀河と呼ばれ、多くは渦巻き銀河で、中心核のX線光度は1042〜1045 erg/sに及ぶ。セイファート核は可視光でいろいろな輝線を放射し、輝線に極めて幅広 (ドップラー速度〜104 km/s)の成分があるものを１型、狭い輝線成分のみのものを２型と呼ぶ。
1. 「ぎんが」で十数個のセイファート銀河を観測したところ、2型天体は1型天体に比べ系統的に、鉄輝線が強く、また光電吸収の強い成分を多く含むことがわかった[44]。これは、セイファート核を真上に近い角度から見たものが１型天体、真横に近い角度のものが２型天体だとする「統一モデル」[45][20]を支持する結果である。
2. 代表的な2型セイファート銀河Markarian 3では、「ぎんが」によるX線スペクトルは＜ 5 keVでほぼゼロになり、また6.4 keVの鉄輝線も強かった[46]。これは降着トーラスの厚い物質を通してセイファート核を見ており、低エネルギーのX線は光電効果で吸収される結果と考えられる。さらに極端な例は NGC 1068で、吸収構造は弱いが、１型セイファート銀河のものに比べ1桁強い鉄輝線を放射する。これはセイファート核が完全に覆い隠され直接光がは我々に届かず、周辺で散乱したX線（そこに鉄輝線が付随する）を見ていると解釈される [47]。
3. いくつかの1型セイファート銀河 について、2-20 keVの広帯域X線スペクトルと、その数時間〜数日での時間変動が調べられた[48]。スペクトル は2型天体のものに比べ、鉄輝線や低エネルギーの吸収が弱く、その連続成分は光子指数 p=1.7~2.3のべき関数型の１次連続成分と、それが冷たい半無限のガスに入射してはね返され出てきた2次成分の和で説明でき[49][50]、天体によっては、2次成分の変動が１次成分の変動に比べ、数日の遅れを示した。ただしこの１次成分が、ブラックホール連星のどの状態のどの放射成分に対応するかは明確ではなく、この問題は約20年後に「すざく」衛星による観測で決着がつけられた。

### 銀河系外天体の観測成果：(3) クエーサーおよびブレーザーの観測成果
セイファート銀河をスケールアップしたAGNはクエーサー (QSO) と呼ばれ、そのX線光度は1044〜1047 erg/sに達し、宇宙の遠方に多い。母銀河はおもに楕円銀河だが、その可視光画像は明るい中心核に、かき消されがちである。セイファート銀河に比べ、中心にある巨大ブラックホールへの質量降着率が高く、またブラックホール質量も大きい傾向を示す。さらにX線光度およびブラックホール質量という２つの特性に加え、クエーサーは、電波の強弱という第３の自由度をもつ。電波はおもにブラックホールから噴出するジェットで発生するので、電波の強弱はジェットの強弱を示すと考えられる。理論的には、巨大ブラックホールが大きな角運動量で回転する（カー・ブラックホール) 場合にジェットが強くなるとする、Blandford-Znajek機構が、その魅力的な説明として知られるが、その観測的検証はまだ得られていない (2025年現在)。ちなみにセイファート銀河では、ジェットはあっても弱い。
1. 「ぎんが」で十数個のクエーサーから2−20 keVのスペクトルが取得された[53]。それらは過去に諸外国の衛星で得られた結果を凌ぐ品質であった。その結果、スペクトルはセイファート銀河のものと同様、光子指数 p=1.5〜2.1のべき関数で表されるが、鉄輝線や吸収エッジ構造などが系統的に弱いことがわかった。つまりスペクトルは両対数グラフでほぼ直線状になるわけで、後述の宇宙X線背景放射の上に凸なスペクトルとは、異なる。また電波の強いクエーサーほど pが小さい (スペクトルが硬い）ことなどから、X線のかなりの部分は、我々に向かってビーミングしているジェットから、たとえばシンクロトロン自己コンプトン機構で出ている可能性が示唆される[54][51]。
2. ブレーザー (blazer)と呼ばれる一群のAGNは、クエーサーに比べ変動が速く、より中心核の放射が母銀河の放射を凌駕し、また電波が強い。これらは巨大ブラックホールが、観測者に向かってジェットを放出しているものと考えられる。
3. その代表例である PKS 2155を「ぎんが」で観測した結果、数時間で変動するX線が検出され、そのスペクトルは、べき関数型で構造をもたず、光子指数は p=2.7〜2.8と、典型的なクエーサーのものよりずっと急激に高エネルギーに向けて落ちていた[55]。これは、ブレーザーではジェット中のシンクロトロン過程で発生する光子(通常は紫外線領域)が相対論的ビーミングを受けてX線となって観測されるものと考えられる[51]。

### 銀河団の観測成果
1. おとめ座銀河団は、銀河系に最も近い (距離およそ20 Mpc) 銀河団の１つで、空間的に10°ほどの大きな広がりをもつ。そのX線放射は従来、中心にある巨大楕円銀河M87の近傍に局在すると見られてきた。しかし LACを用いて、おとめ座銀河団の全体をスキャンしたところ、鉄輝線を伴う高温の熱的X線放射が、おとめ座銀河団の全体にわたって検出された[56]。そのX線の表面輝度は、M87の近傍で大きく増加しており、従来はその増加部分のみを見ていたと考えられる。これは「ぎんが」LACが、大きく広がった表面輝度の低いX線放射に対し、優れた感度をもつことを意味する。
2. LACの優れた感度により、赤方偏移 z>0.1と遠方の銀河団もX線で検出可能となった。z=0.203にあるAbell 2163銀河団からは、LACにより2-18 keVバンドでX線が検出され、プラズマの温度が kT=13 keVと極めて高く、X線光度も〜6x1045 erg/sと、かみのけ座銀河団 (近傍にある代表的な大型銀河団)のものを1桁以上もしのぐことが発見された[57]。アインシュタイン衛星による軟X線の画像を援用し、プラズマの静水圧平衡を仮定して計算すると、X線放射プラズマの質量は太陽7x1014個分あり、暗黒物質まで含めた全質量は、その4倍に達すると判明した。LACだけではプラズマの空間分布が画像分解できず、アインシュタイン衛星だけでは温度が決まらず、両者のデータを合わせることが必須であった。

### 宇宙X線背景放射に関する成果
ある波長域で全天がほぼ一様に光る現象を、背景放射(background radiation) と呼ぶ。著名な例は1960年代半ばに発見された宇宙マイクロ波背景放射で、ビッグバン宇宙論の重要な観測的証拠の１つとなっている。それに先立つ1962年、X線天文学の出発点においてX線の背景放射が発見され、宇宙X線背景放射 (CXB)と名付けられた。1970年代末の観測で、このCXBスペクトルが温度 4x108 Kの熱的制動放射モデルで良く再現できることがわかった。このため宇宙全体に高温プラズマが充満する可能性も検討されたが、エネルギー収支の点で問題が多かった。より妥当な解釈は、個別のX線天体が数多く宇宙の遠方まで分布し、それらが重なってCXBとして見えるというもので、活動銀河核(AGN)がその最有力候補とされた。この解釈を検証する試みは、(i)近場で観測されるAGNの個数密度から外挿し、それらを遠方まで積算したとき、CXBの表面輝度を説明できるか、(ii) CXBの表面輝度の揺らぎは、そうした個別天体の個数のポアソン揺らぎで説明できるか、(iii)近場のAGNのスペクトルはCXBのスペクトルと整合するか、などの観点から世界的に進められた。
　「ぎんが」の誕生時点で、(i)と(ii)にはおおむね肯定的な答えが得られていたが、(iii)には「CXBスペクトルのパラドックス」と呼ばれる大きな疑義が残っていた。スペクトルを両対数表示したとき、CXBを表す熱的制動放射は上に凸なのに対し、AGNのスペクトルはほぼ直線的 (光子指数1.5〜2.1のべき関数型)だったからである。しかし「ぎんが」の観測により、AGNの中には2型セイファート銀河のように強く吸収を受けたものが多く存在し、また吸収が弱い1型天体のスペクトルにも、冷たいガスに反射された2次成分が含まれることが判明した。これらはスペクトルを上に凸にするの効果をもつ。そこで1型と2型のスペクトルを適当に混ぜ合わせ、それらの相対比率が宇宙の年齢とともに変化する (宇宙初期ほどガスが濃く2型が多い) と仮定することで、上に凸なCXBスペクトルがほぼ再現可能となった。これにより「CXBスペクトルのパラドックス」は解決に向かうことになった。

### ガンマ線バーストの観測成果
(書きかけ) GBD検出器によるサイクロトロン吸収線の検出、ただしその後の展開とは合わない。